# Kurt Richter (scenografo)
Kurt Richter (1885 – 1960) è stato uno scenografo austriaco.

## Biografia
Nato in Austria, Kurt Richter fu uno dei maggiori scenografi della scena cinematografica tedesca degli anni dieci e venti del Novecento. Collaboratore abituale di registi come Ernst Lubitsch, si occupò soprattutto di scenografia e di arredamento, con qualche incursione nella regia, nel reparto costumi e anche nella fotografia.

## Filmografia

### Scenografo
- Società tenori (Der G.m.b.H.-Tenor), regia di Ernst Lubitsch (1916)
- Quando quattro persone fanno la stessa cosa (Wenn vier dasselbe tun), regia di Ernst Lubitsch (1917)
- Der weiße Schrecken, regia di Harry Piel (1917)
- Dornröschen, regia di Paul Leni (1917)
- Lulu, regia di Alexander Antalffy (1917)
- Apokalypse, regia di Rochus Gliese (1918)
- Il cavaliere del toboga (Der Rodelkavalier), regia di Ernst Lubitsch (1918)
- Il caso Rosentopf (Der Fall Rosentopf), regia di Ernst Lubitsch (1918)
- Keimendes Leben, Teil 1, regia di Georg Jacoby (1918)
- Ringende Seelen, regia di Eugen Illés (1918)
- La tessera gialla (Der gelbe Schein), regia di Eugen Illés, Victor Janson e Paul Ludwig Stein (1918)
- La ragazza del balletto (Das Mädel vom Ballet), regia di Ernst Lubitsch (1918)
- Sangue gitano (Carmen), regia di Ernst Lubitsch (1918)
- Die Dame, der Teufel und die Probiermamsell, regia di Rudolf Biebrach (1918)
- Meine Frau, die Filmschauspielerin, regia di Ernst Lubitsch (1918)
- Crucifige (Kreuzigt sie!), regia di Georg Jacoby (1919)
- Die Pantherbraut, regia di Léo Lasko (1919)
- Die Tochter des Mehemed, regia di Alfred Halm (1919)
- Der lustige Ehemann, regia di Léo Lasko (1919)
- Der Galeerensträfling, regia di Rochus Gliese e Paul Wegener (1919)
- Contessa Doddy (Komtesse Doddy), regia di Georg Jacoby (1919)
- Der Dolch des Malayen, regia di Léo Lasko (1919)
- Il viaggio nell'azzurro (Die Fahrt ins Blaue), regia di Rudolf Biebrach (1919)
- La bambola di carne (Die Puppe), regia di Ernst Lubitsch (1919)
- Rebellenliebe, regia di Karl Heiland (1919)
- Keimendes Leben, Teil 2, regia di Georg Jacoby (1919)
- Eva und der schwarze Ritter, regia di Bruno Ziener (1919)
- Der Mann der Tat, regia di Victor Janson
- Kaliber fünf Komma zwei, regia di Willy Zeyn (1920)
- Das rosa Trikot, regia di Léo Lasko (1920)
- Vendetta indiana (Indische Rache), regia di Leo Lasko e Georg Jacoby (1920)
- Das Skelett des Herrn Markutius, regia di Victor Janson (1920)
- Sumurun, regia di Ernst Lubitsch (1920)
- Pettegola intrigante (Putschliesel), regia di Erich Schönfelder (1920)
- Die Dame in Schwarz, regia di Victor Janson (1920)
- Il Golem - Come venne al mondo (Der Golem, wie er in die Welt kam), regia di Carl Boese, Paul Wegener (1920)
- Anna Bolena (Anna Boleyn), regia di Ernst Lubitsch (1920)
- Tamburin und Castagnetten, regia di Martin Hartwig, Léo Lasko (1920)
- Mascotte, regia di Felix Basch (1920)
- Die Marchesa d'Armiani, regia di Alfred Halm (1920)
- Das Wüstengrab, regia di Karl Heiland (1920)
- Der Stier von Olivera, regia di Erich Schönfelder (1921)
- Der verlorene Schatten, regia di Rochus Gliese (1921)
- Das Geheimnis der Mumie, regia di Victor Janson (1921)
- Der Mann ohne Namen - 1. Der Millionendieb, regia di Georg Jacoby (1921)
- Der Mann ohne Namen - 2. Der Kaiser der Sahara, regia di Georg Jacoby (1921)
- Der Mann ohne Namen - 4. Die goldene Flut, regia di Georg Jacoby (1921)
- Der Mann ohne Namen - 5. Der Mann mit den eisernen Nerven, regia di Georg Jacoby (1921)
- Das Opfer der Ellen Larsen, regia di Paul L. Stein (1921)
- Der Mann ohne Namen - 6. Der Sprung über den Schatten, regia di Georg Jacoby (1921)
- Die Perle des Orients, regia di Karl Heinz Martin (1921)
- Amor am Steuer, regia di Victor Janson (1921)
- Die Sünden der Mutter, regia di Georg Jacoby (1921)
- Theonis, la donna dei faraoni (Das Weib des Pharao), regia di Ernst Lubitsch (1922)
- Das Mädel mit der Maske, regia di Victor Janson (1922)
- Maciste und die Javanerin (o Man soll es nicht für möglich halten), regia di Uwe Jens Krafft (1922)
- Monna Vanna, regia di Richard Eichberg (1922)
- Avventura di una notte (Abenteuer einer Nacht), regia di Harry Piel (1923)
- Alles für Geld, regia di Reinhold Schünzel (1923)
- Graf Cohn, regia di Carl Boese (1923)
- Menschen und Masken, 1. Teil - Der falsche Emir, regia di Harry Piel (1924)
- Menschen und Masken, 2. Teil - Ein gefährliches Spiel, regia di Harry Piel (1924)
- Das Haus am Meer, regia di Fritz Kaufmann (1924)
- Das Geschöpf, regia di Siegfried Philippi (1924)
- Auf gefährlichen Spuren, regia di Harry Piel (1924)
- Lumpen und Seide, regia di Richard Oswald (1925)
- Heiratsschwindler, regia di Carl Boese (1925)
- Die Frau für 24 Stunden, regia di Reinhold Schünzel (1925)
- Der Liebeskäfig, regia di Erich Schönfelder, Richard Eichberg (1925)
- Avventura in direttissimo (Abenteuer im Nachtexpreß), regia di Harry Piel (1925)
- Die Kleine vom Bummel, regia di Richard Eichberg (1925)
- Prinzessin Trulala, regia di Erich Schönfelder (1926)
- Der schwarze Pierrot, regia di Harry Piel (1926)
- Der Soldat der Marie, regia di Erich Schönfelder (1927)
- Durchlaucht Radieschen, regia di Richard Eichberg (1927)
- Liebe geht seltsame Wege, regia di Fritz Kaufmann (1927)
- Ein Tag der Rosen im August..., regia di Max Mack (1927)
- Das Erwachen des Weibes, regia di Fred Sauer (1927)
- Steh' ich in finstrer Mitternacht, regia di Max Mack (1927)
- Er geht rechts - Sie geht links!, regia di Fred Sauer (1928)
- Das Fräulein von Kasse 12, regia di rich Schönfelder (1928)
- Es zogen drei Burschen, regia di Carl Wilhelm (1928)
- Flitterwochen, regia di E.W. Emo (1928)
- In Werder blühen die Bäume... - Die Geschichte zweier lustiger Berliner Jungen
- Polnische Wirtschaft, regia di E.W. Emo (1928)
- Serenissimus und die letzte Jungfrau, regia di Leo Mittler (1928)
- Spelunke, regia di E.W. Emo (1929)
- Was eine Frau im Frühling träumt, regia di Kurt Blachy (come Curt Blachnitzky)

### Costumi
- La bambola di carne (Die Puppe), regia di Ernst Lubitsch (1919)